# 1163-as busz
Az 1163-as jelzésű távolsági autóbusz Budapest, Népliget és Székesfehérvár, autóbusz-állomás között közlekedett. A járatot a Volánbusz üzemeltette.

## Története
2019. december 13-án megszűnt, helyette a helyközi buszokat és a vasutat lehet használni.

## Megállóhelyei
| 0 | Budapest, Népliget autóbusz-pályaudvar végállomás | 90 | 90 | 1 194M, 200E, 254M, M3 607, 608, 626, 628, 629, 630, 631, 632, 633, 635, 636, 653, 655, 660, 661, 705 1080, 1081, 1082, 1085, 1087, 1088, 1090, 1092, 1093, 1094, 1100, 1101, 1110, 1111, 1113, 1115, 1120, 1121, 1125, 1131, 1134, 1136, 1173, 1174, 1175, 1176, 1177, 1183, 1185, 1188, 1190, 1193, 1194, 1201, 1202, 1205, 1206, 1212, 1224, 1229, 1230, 1240, 1242, 1244, 1251, 1253, 1268, 1269 |
| A szürke hátterű megállóhelyeken Székesfehérvár felé csak felszállni, Budapest felé csak leszállni lehet. |                                                   |    |    | |
| 9 | Budapest, Petőfi híd, budai hídfő                 | 81 | 81 | 4, 6 153, 154, 212, 212A 1173, 1174, 1175, 1176, 1177, 1183, 1185, 1188, 1190, 1193, 1194, 1201, 1202, 1205, 1206, 1212, 1224, 1229, 1230, 1240, 1242, 1251, 1253, 1268, 1269 |
| 11 | Budapest, Újbuda-központ                          | 79 | 79 | 4, 17, 41, 47, 47B, 56 33, 53, 58, 150, 153, 154, 212, 212A 1173, 1174, 1175, 1176, 1177, 1183, 1185, 1188, 1190, 1193, 1194, 1201, 1202, 1205, 1206, 1212, 1224, 1229, 1230, 1240, 1242, 1251, 1253, 1268, 1269 |
| 16 | Budapest, Sasadi út                               | 74 | 74 | 8E, 40, 40B, 40E, 53, 87, 88, 88A, 108E, 139, 140, 140A, 150, 153, 154, 172, 173, 187, 188, 188E, 240, 272 1173, 1174, 1175, 1176, 1177, 1183, 1185, 1188, 1190, 1193, 1194, 1201, 1202, 1205, 1206, 1212, 1224, 1229, 1230, 1240, 1242, 1251, 1253, 1256, 1268, 1269 |
| 23 | Budaörs, benzinkút                                | 67 | 67 | 172, 173, 288 724, 731, 732, 734, 735, 736, 760, 762, 778 1256 |
| 54 | Kápolnásnyék, posta                               | 36 | 36 | 718, 719, 748, 749, 758 |
| 57 | Velence, Agrokomplex                              | 33 | 33 | 748, 749 |
| 59 | Velence, Templom köz                              | 31 | 31 | 707, 747, 748, 749, 757 |
| 62 | Sukoró, Körmös utca                               | 28 | 28 | 707, 747, 748, 749, 757 |
| 66 | Sukoró, Kiserdő                                   | 25 | 25 | 707, 747, 748, 749, 757 |
| 67 | Sukoró, Kőbánya utca (Gádé)                       | 23 | 23 | 707, 747, 748, 749, 757 |
| 68 | Pákozd, Honvéd Emlékmű                            | 22 | 22 | 707, 747, 748, 749, 757 |
| 70 | Pákozd, újfalu                                    | 20 | 20 | 707, 747, 748, 749, 757 |
| 73 | Pákozd, Hősök tere                                | 17 | 17 | 707, 747, 748, 749, 757 |
| ∫ | Pákozd, Pipacsos lakópark                         | 15 | ∫  | 707, 747, 748, 749, 757 |
| 77 | Székesfehérvár, Kisfalud                          | 13 | 13 | 22 707, 747, 748, 749, 757 |
| 83 | Székesfehérvár, Zombori út                        | 8  | 8  | 17, 22 707, 747, 748, 749, 750, 751, 757, 758, 759 1173, 1174, 1202, 1204, 1205, 1212, 1229, 1230, 1240, 1243 |
| 86 | Székesfehérvár, Király sor                        | 4  | 4  | 14, 22, 23, 23E, 31E, 40, 41, 42, 43, 44 707, 747, 748, 749, 750, 751, 757, 758, 759 1173, 1174, 1202, 1204, 1205, 1212, 1229, 1230, 1240, 1243 |
| 90 | Székesfehérvár, autóbusz-állomás végállomás       | 0  | 0  | 10, 11, 11A, 12, 12A, 12Y, 13, 13A, 13G, 13Y, 14, 14G, 15, 15Y, 26, 26A, 27, 36, 37, 38, 40, 41, 42, 43, 44 707, 718, 747, 748, 749, 750, 751, 757, 758, 759, Helyközi buszok Távolsági járatok |